# Südamerika

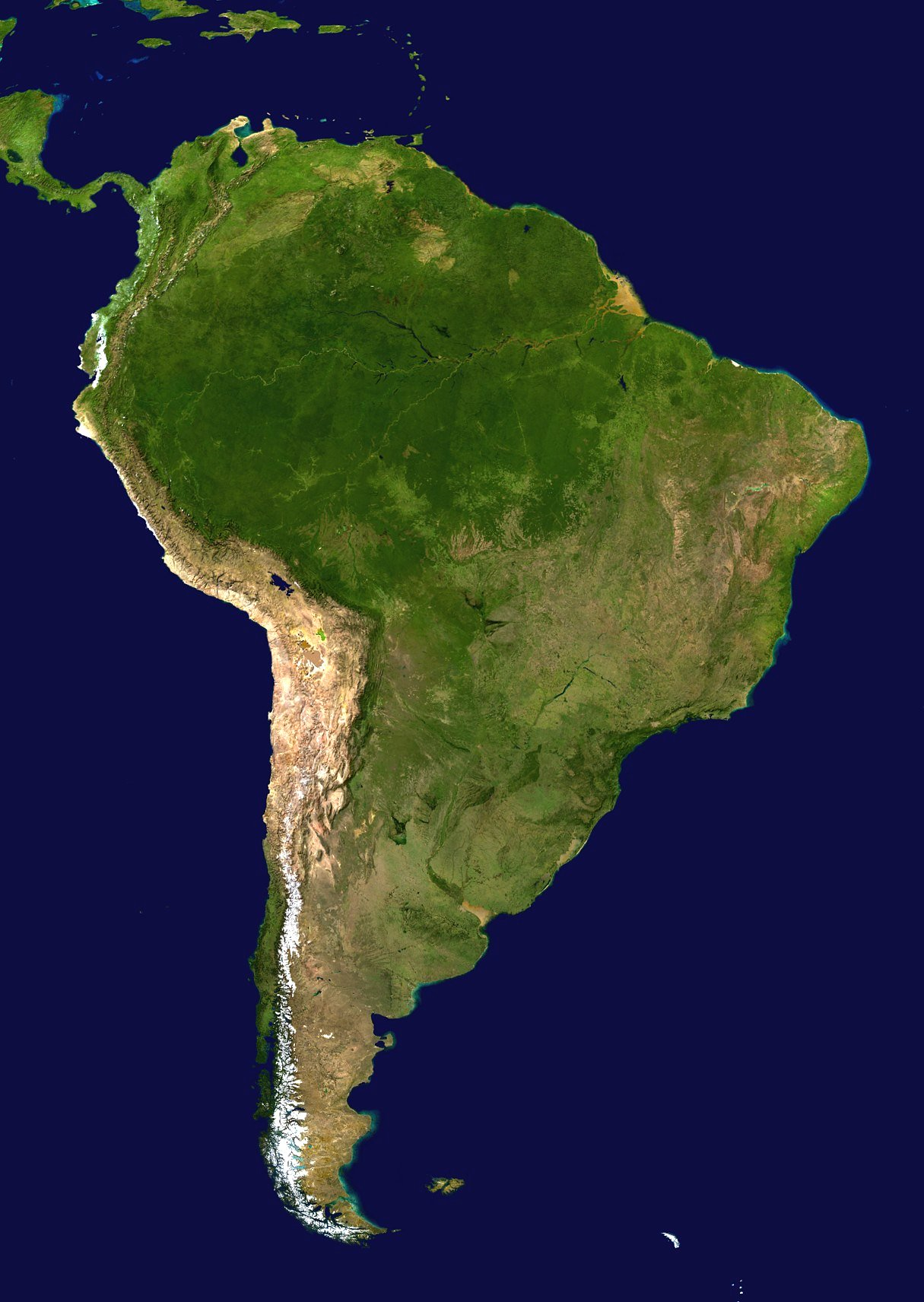
Satellitenbild von Südamerika

Südamerika ist der südliche Teil des amerikanischen Doppelkontinentes, hat eine Bevölkerungszahl von über 441 Millionen Menschen und ist mit einer Fläche von 17.843.000 km² die viertgrößte kontinentale Landfläche der Erde.
Südamerika ist im Osten vom Atlantischen Ozean und im Westen vom Pazifischen Ozean umgeben. Die Insel Feuerland an der Südspitze Südamerikas wird durch die Drakestraße vom Nachbarkontinent Antarktika getrennt. Etwas südlich Feuerlands liegt Kap Hoorn, bei welchem Atlantik und Pazifik aufeinandertreffen. Nach Norden hin besteht eine Verbindung über die Landenge von Panama nach Nordamerika.

## Geographie
Der südamerikanische Teilkontinent lässt sich in drei wesentliche Großräume einteilen:
- Die Anden als Hochgebirge an der Westseite des Kontinents
- Drei Flussebenen östlich der Anden
- Drei Bergländer östlich der Anden

An der Westküste liegt mit den Anden die längste überseeische Gebirgskette der Erde. Das Hochgebirge zieht sich entlang des Pazifiks über 7500 km von Venezuela bis zur Südspitze Patagoniens entlang. Der höchste Berg der Anden, zugleich höchster Berg Südamerikas und höchster Berg außerhalb Asiens, ist mit 6961 m Höhe der Aconcagua. Er liegt an der Grenze zwischen Argentinien und Chile. Die Laguna del Carbón, mit 105 Meter unter dem Meeresspiegel der tiefste Punkt Südamerikas, befindet sich im San-Julián-Becken in Patagonien. Als südlichster Punkt Südamerikas wird in der Regel Kap Hoorn auf der Isla Hornos bezeichnet, der südlichste Festlandspunkt ist Kap Froward an der Magellanstraße. Beide Punkte gehören zu Chile.
Die größte Stromebene bildet das Amazonasbecken (Amazonien), eine Äquatoriale-Regenwald-Tiefebene, die vom Amazonas mit seinen etwa 10.000 Zuflüssen entwässert wird. Der aus den Anden quer über den gesamten Kontinent nach Osten fließende Amazonas ist mit etwa 6448 km der längste Fluss Südamerikas und der wasserreichste Fluss der Erde. Nördlich liegt die Orinoco-Ebene, die zum Amazonasbecken nach Süden hin durch die Bergländer Guayanas und nach Norden durch das venezolanische Küstenbergland begrenzt wird. Eine weitere Stromebene liegt im Süden des Kontinents, wo das Flusssystem aus Río Paraguay und Río Paraná aus dem Pantanal im Norden kommend im Süden in eine subtropische Schwemmlandschaft übergeht.
Die Bergländer sind das Bergland von Guayana, das Brasilianische Bergland und das Ostpatagonische Bergland. Das Bergland von Guayana unterteilt sich in das Regenwaldbergland Südvenezuelas, das Zentrale Hochland von Guayana und das Östliche Bergland von Guayana, erstreckt sich zwischen der Stromebene des Orinoco und des Amazonas mit einer maximalen Erhebung von bis zu 2800 m.
Das Zentralbrasilianische Bergland dominiert Zentralsüdamerika und zieht sich bis an die Küste Brasiliens bzw. die Pampa Argentiniens im Süden. Das Ostpatagonische Bergland erhebt sich im Osten der Anden an der Südspitze Südamerikas.
Zu Einzelheiten siehe Physische Geographie Südamerikas

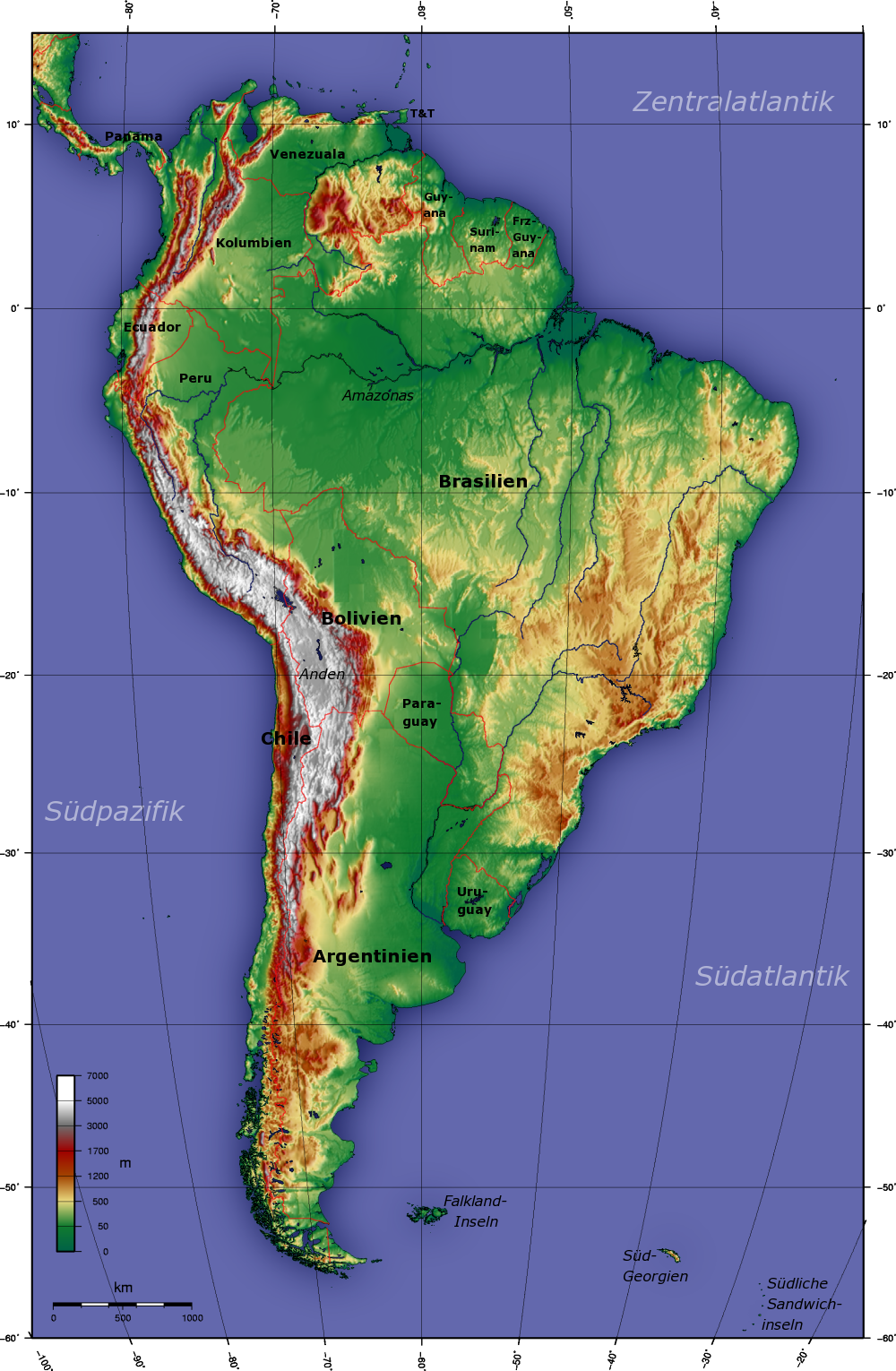
Topographie

### Geologie und Geomorphologie
Die pazifische Seite Südamerikas ist durch einen aktiven Kontinentalrand in Form einer Subduktionszone geprägt, die atlantische Kontinentalseite ist plattentektonisch passiv. Die östlichen Bergländer Südamerikas weisen einen großen präkambrischen Sockel auf, welcher von Sandsteinen überlagert sein kann. Die Beckenstrukturen der Stromebenen sind durch tertiäre und quartäre Sedimente dominiert. Im Süden bildet die patagonische Plattform den Grundstock für das patagonische Bergland. Das Anden-Orogen besteht zum Großteil aus vulkanisch-sedimentären Deckenschichten, nachpräkambrischen Sedimentbecken und mittel- und jungpräkambrischen Grundgebirgen. (nach ZEIL 1986) Die Andenregionen sind durch ihre Lage am aktiven Kontinentalrand durch Vulkanismus und Erdbeben geprägt.
Südamerika war einst ein Teil des Urkontinents Gondwana. Hinweise darauf sind die exakte Passform an Afrika, erhebliche Basaltvorkommen, die sich beim Aufreißen an der heutigen Ostküste gebildet haben, die Strichrichtungen von Sandsteinen und Anzeichen der Perm-karbonen Vereisung. Der Süden Südamerikas ist durch glaziale Serien quartärer Vereisungen geprägt. Geomorphologische Erscheinungen sind Gletscherseen, Moränen und glaziale Abflussformen.
Südamerika weist weltwirtschaftlich bedeutende Vorkommen an Rohstoffen und Mineralen auf, es werden Erze, Salpeter, Erdöl, Kohle und Gold abgebaut.

### Klima
Das Klima Südamerikas ist ausgesprochen komplex. Ganzjährige klimatische Einflüsse sind der kalte Humboldtstrom an der Westküste Perus, die innertropische Konvergenzzone (ITCZ), die Entstehung tropischer Wirbelstürme am Rand des subtropischen Hochdruckgebietes und die Passatwinde. Der kalte Humboldt-Meeresstrom bewirkt ein Abkühlen der Meeresoberfläche vor der Küste Perus und Nordchiles, was zu der Ausbildung von Küstenwüsten führt. Dieses Phänomen beruht auf der Tatsache, dass die abgekühlte Luft zu einer konstanten Inversion, somit zu einem stabilen Hochdruckgebiet führt, das keine Konvektion und somit keinen Niederschlag zulässt. Die Auswirkung sind ausgedehnte Wüstenregionen an den Küsten.
Die äquatoriale Tropenlage bewirkt im Südwinter eine Ausbildung einer innertropischen Konvektionszone über der Zentralen Amazonasregion und führt zu starken Niederschlägen. Im Sommer verlagert sie sich weiter nach Süden, somit sind die inneren Tropen durch ganzjährigen Niederschlag gekennzeichnet. Ebenfalls im Sommer bildet sich ein kontinentales Hitzetief aus, welches sehr niederschlagsreich ist. Die südlichen Randtropen sind somit durch (Süd-)Sommerniederschlag geprägt.
Die nördlichen Randtropen sind durch Passatstau im Osten (ganzjährig hoher Niederschlag) und durch kühle Meereswasser an der Küste im Norden (sehr geringer Niederschlag) gekennzeichnet.
Die Südpassatwinde an der Ostküste führen zu erhöhten Niederschlägen in den Küstenregionen, im Südsommer geprägt durch die Ausbildung monsunaler Ostwinde und im Südwinter durch Stauniederschläge an den Küstenregionen.
Das stabile Hochdrucksystem am Westrand Südamerikas im Zusammenspiel mit den kalten Luftmassen der südlichen polaren Regionen führt zur Ausbildung von außertropischen Zyklonen vor der Küste Westpatagoniens. Die zyklonalen Fronten variieren in ihrer Lage im Südsommer und Südwinter. Die Verlagerung nach Norden im Südwinter führt zu periodischen Winterniederschlägen im Großen Süden Chiles (Urwaldchile) sowie zu sporadischen Winterniederschlägen im Kleinen Süden Chiles. Im Gegenzug führt die Verlagerung der zyklonalen Fronten im Südsommer (beeinflusst durch die veränderte Lage der ITCZ) zu einer ausgeprägten Sommertrockenheit in ganz Südchile, ausgenommen Patagonien.
Die Zyklonalen Fronten bilden an der Anden-Luvseite des patagonischen Gebirges heftige Stauniederschläge, welche als hypermaritim bezeichnet werden können. Diese Stauniederschläge auf der Westseite führen dazu, dass die Anden-Leeseite Patagoniens durch Trockenheit gekennzeichnet ist.
Die Anden selbst haben eine weitere klimatische Unterteilung in der vertikalen Dimension. Allgemeinhin lassen sich fünf Höhenstufen unterscheiden: Die Tierra Caliente (Warme Erde, bis 1000 m), die Tierra Templada (Gemäßigte Erde, bis 2000 m), die Tierra Fria (Kalte Erde, bis 3500 m, Anbaugrenze und Frostgrenze), die Tierra Helada (Eisige Erde, bis 4500 m, Schneegrenze) und die Tierra Glacial (glaziale Erde, bis 6000 m, Anökumene).
Des Weiteren sind in den Anden Vergletscherungen vorhanden. In Peru sind die größten innertropischen Vergletscherungen der Welt zu finden. In Patagonien gibt es eine ausgedehnte Inlandsvereisung und bis auf Meeresniveau hinunterreichende Zungengletscher.
Ein für die südamerikanische Westküste bedeutendes Klimaphänomen ist El Niño, denn obwohl es von seinem Ursprung her ein rein ozeanisches Phänomen ist, werden vor allem seine klimatischen Folgen wahrgenommen. Die Kaltwasserströme vor Südamerika reißen ab und es sammelt sich Warmwasser vor der südamerikanischen Küste. Als klimatische Folge hebt sich somit die normal vorherrschende stabile Hochdrucksituation auf und es kommt zu einer Umkehrung der Walker-Zirkulation mit schwerwiegenden Auswirkungen durch Starkniederschläge.

## Flora und Fauna

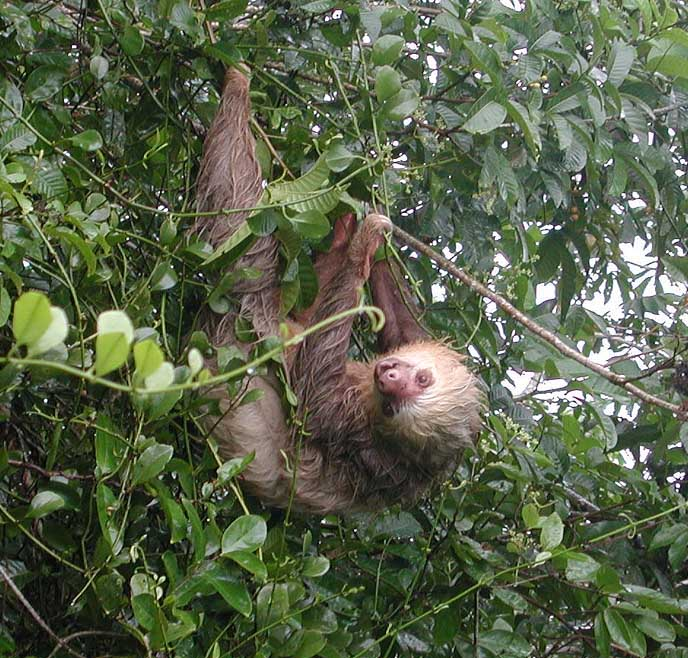
Hoffmann-Zweifingerfaultier

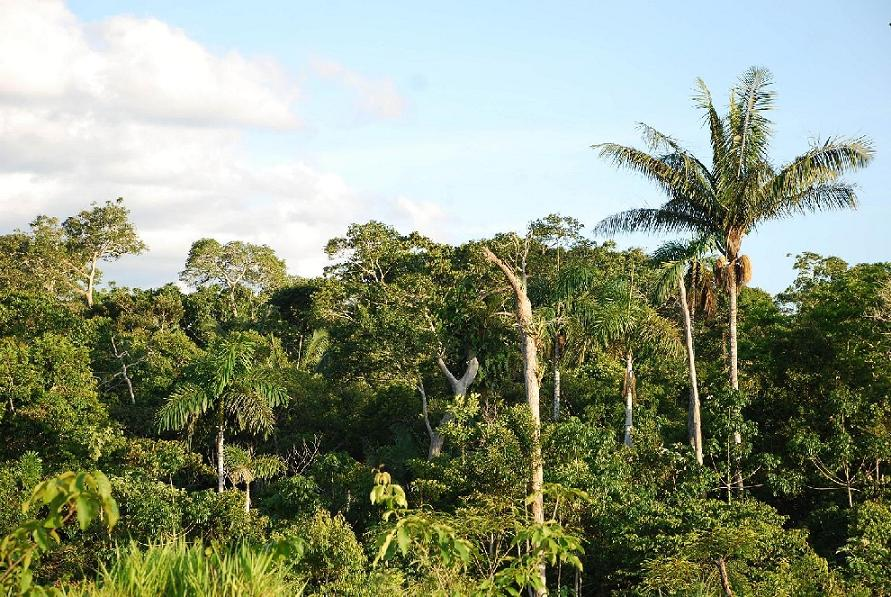
Südamerikanischer Dschungel im Grenzbereich zwischen Peru und Bolivien

Zoogeographisch gesehen gehört Südamerika zur Neotropischen Region, die auch Mittelamerika und Westindien umfasst. Der südamerikanische Kontinent war während des größten Teils der Erdneuzeit von den anderen Kontinenten isoliert. Damals bildeten sich einmalige Säugetierformen heraus, die zum Teil noch heute für Südamerika charakteristisch sind. Dazu zählen verschiedene Beuteltiere, die Gürteltiere, Ameisenbären und Faultiere. Die Neuweltaffen und Meerschweinchenverwandten gelangten ebenfalls sehr früh (vermutlich von Afrika aus) als Inselspringer auf den Kontinent. Die heutige Säugetierfauna der Neotropischen Region besteht allerdings zum größten Teil aus Gruppen, die im Zuge des großen Amerikanischen Faunenaustauschs vor etwa 3 Millionen Jahren aus Nordamerika einwanderten. Damals wanderten Paarhufer (Hirsche, Kamele, Nabelschweine), Unpaarhufer (Tapire), Hasen, Raubtiere (Katzen, Hunde, Marder, Bären, Kleinbären), Spitzmäuse und die Nagerfamilien der Neuweltmäuse und Hörnchen aus Nordamerika nach Südamerika ein. Darüber hinaus gelangten damals auch die Rüsseltiere und Pferde nach Südamerika, die jedoch im Zuge der Quartären Aussterbewelle am Ende des Pleistozän wieder verschwanden. Mit ihnen verschwanden auch zahlreiche andere Großtiere, wie die Riesenfaultiere, Glyptodonten, Toxodonten, Macrauchenia und die Säbelzahnkatze Smilodon. War Südamerika bis vor 12.000 Jahren ein Kontinent der Giganten, so ist heute der Mittelamerikanische Tapir das größte Landsäugetier des Kontinents, er kommt allerdings nur noch in Kolumbien vor. Jaguar und Brillenbär stellen die größten Landraubtiere dar. Aus der Vogelwelt sind die zahlreichen Kolibris bekannt.
Das Amazonasbecken zeichnet sich durch seine reichhaltige Pflanzenwelt aus, doch gibt es dort auch natürliche Monokulturen, die so genannten Teufelsgärten, in denen überwiegend Rötegewächse zu finden sind. Wissenschaftler haben errechnet, dass es in Amazonien etwa 16.000 Baumarten gibt, wobei die Hälfte aller Einzelbäume in der Region nur zu 227 Arten gehören. Brasilien ist das artenreichste Land der Erde. Entdeckt wurden bislang unter anderem rund 55.000 Blütenpflanzen-, über 3000 Süßwasserfisch-, 921 Amphibien-, 749 Reptilien- und 51 Primaten-Arten. Zu Beginn des 20. Jahrhunderts wurde der Teakbaum – vor allem in Argentinien, und Ecuador – eingeführt und in Plantagen angebaut, was auf Kosten der natürlichen Vegetation erfolgte und diese verdrängte. Der atlantische Küstenregenwald ist bereits zu mehr als 90 % zerstört, was unter anderem auch auf die Landwirtschaft zurückzuführen ist.

## Geschichte

### Vor der Konquista
Nach herrschender Meinung zur Besiedlung Amerikas wurde der nördliche Kontinent um ca. 15.000 v. Chr. über die Beringstraße von asiatischen Stämmen bevölkert. In Südamerika tauchen die ersten menschlichen Spuren zwischen 20.000 und 10.000 v. Chr. auf. Als älteste amerikanische Kultur gilt die Valdivia-Kultur in Ecuador im 4. Jahrtausend v. Chr. Ab dem 2. Jahrtausend v. Chr. entwickelten sich einzelne lokale Kulturen in ganz Südamerika. Die früheste heute noch erkennbare Hochkultur war die der Chavín de Huántar, die etwa 800 v. Chr. bis 300 v. Chr. existierte. Weiterhin gab es unter anderem die Tiahuanaco-, Paracas-, Nazca-, Moche-, Chimú und Chachapoya-Kultur.
Ab etwa 1200 bis 1532 herrschten die Inka, die wohl bekannteste Hochkultur Südamerikas, über große Teile des Kontinentes und schufen ein riesiges Reich mit Zentrum im heutigen Peru. Durch die Ankunft der spanischen Eroberer wurde das Inkareich zerschlagen.

### Konquista
Bereits 1494 wurde Südamerika im Vertrag von Tordesillas von Papst Alexander VI. zwischen Spanien und Portugal aufgeteilt. Der östliche Teil, das heutige Brasilien, wurde Portugal zugesprochen. Panama und der Rest des Kontinents fielen an Spanien. Zahlreiche spanische und portugiesische Missionare kamen im 15. und 16. Jahrhundert nach Südamerika und führten das Christentum ein. Aus diesem Grund bekennen sich heute noch etwa 80 bis 90 % der Südamerikaner zum katholischen Christentum.
Im Jahr 1543 wurden die Vizekönigreiche Neuspanien (Mexiko und Venezuela) und Peru (spanischer Teil von Südamerika mit Panama, ohne Venezuela) gegründet.
1717 lösten sich Ecuador und Kolumbien aus dem Vizekönigreich Peru und bildeten mit Venezuela das Vizekönigreich Neugranada. Bolivien, Chile, Argentinien und Paraguay folgten 1776 diesem Beispiel und schufen das neue Vizekönigreich Río de la Plata.

### Unabhängigkeit

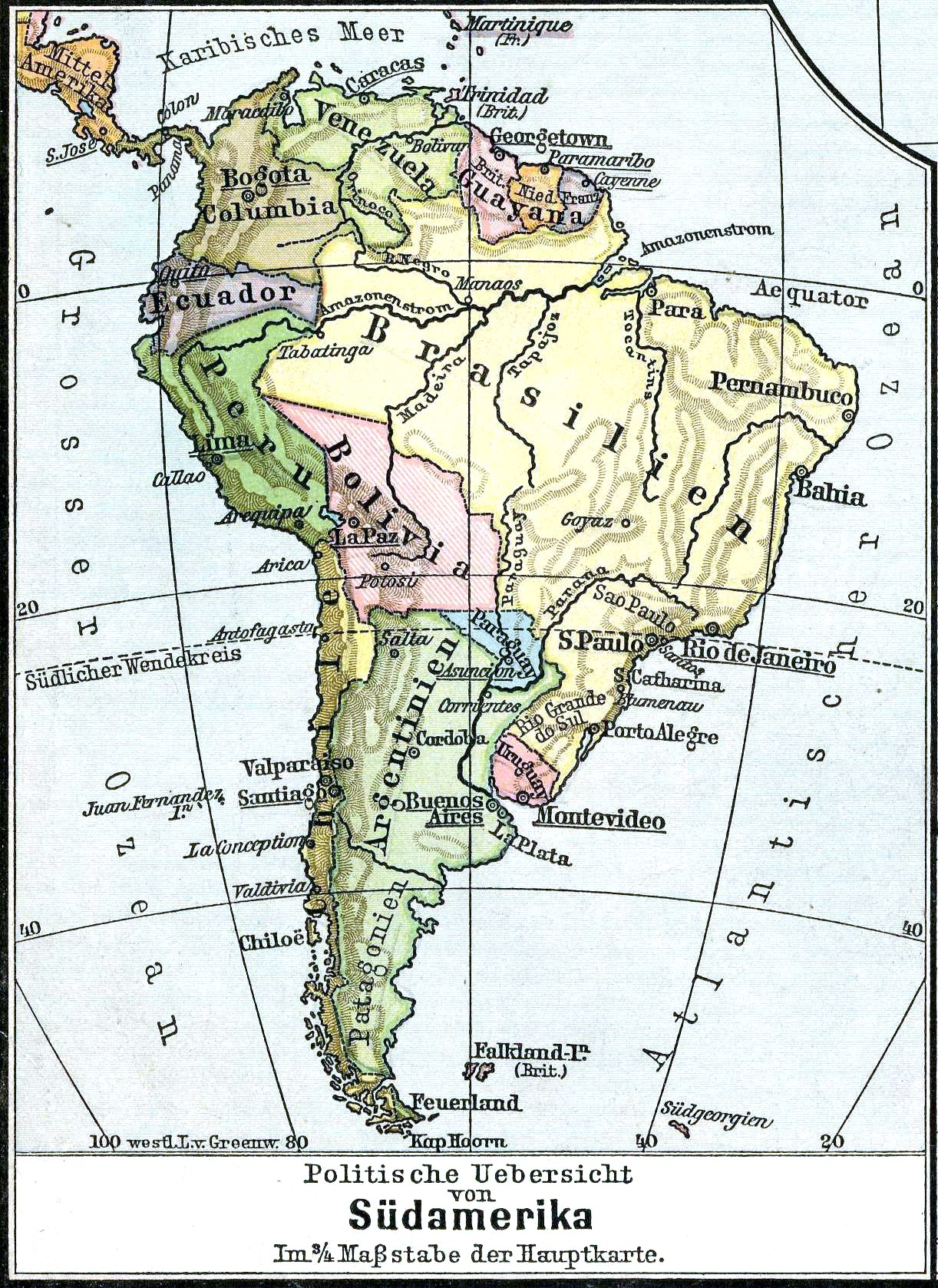
Südamerika (1899)

Der Drang nach Unabhängigkeit nahm seitdem stetig zu. 1813 siegten zum ersten Mal Aufständische in Caracas unter dem Anführer Simón Bolívar.
Im Süden erkämpfte sich 1816 Argentinien die Unabhängigkeit. In den Jahren 1817/1818 folgte die Unabhängigkeit Chiles. 1819 besiegte die Armee unter Simón Bolívar die Spanier in der Schlacht von Boyacá und befreite damit Kolumbien. Die Unabhängigkeit Ecuadors wurde 1822 in der Schlacht am Pichincha durchgesetzt. Die Heere von José de San Martín und Simón Bolívar vereinigten sich und gewannen die Entscheidungsschlacht bei Ayacucho in Peru am 9. Dezember 1824. Mit dieser Schlacht zogen sich die Spanier als politische Macht endgültig aus Südamerika zurück. In Brasilien nahm die Unabhängigkeitsbewegung einen etwas anderen Lauf. Da das portugiesische Königshaus mit Hofstaat auf der Flucht vor Napoleon 1808 nach Brasilien flüchtete und damit die eigentliche Hauptstadt des portugiesischen Weltreiches von Lissabon nach Rio de Janeiro verlegt wurde, war Brasilien ab diesem Jahr faktisch und ab 1815 offiziell mit Portugal gleichgestellt. Die Unabhängigkeit wurde endgültig 1822 vom portugiesischen Thronfolger Pedro ausgerufen und Brasilien wurde zu einer Monarchie.
Nach der Unabhängigkeit von Spanien entstand Großkolumbien, bestehend aus den Staaten Venezuela, Kolumbien und Ecuador. Kurzzeitig schlossen sich Peru und Bolivien dem Bündnis an. Aber bereits 1832 zerfiel die Konföderation endgültig und es bildeten sich die heutigen Nationalstaaten.

## Bevölkerung

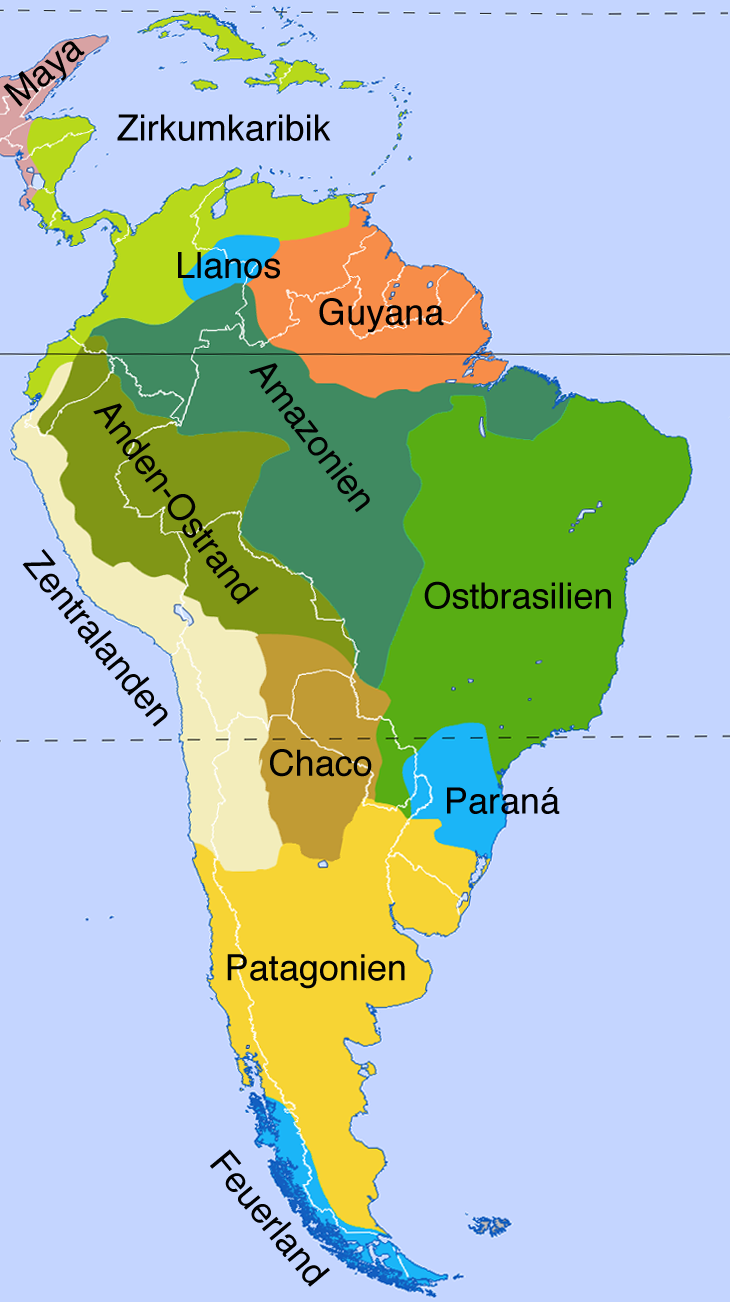
Indigene Kulturareale Südamerikas nach Münzel

Entwicklung der Bevölkerung Südamerikas (in Millionen)
Am 1. Januar 2010 lebten in Südamerika etwa 390 Millionen Menschen. Die Bevölkerung Südamerikas ist durch Vermischung der Völker gekennzeichnet, die als indigene Bewohner dort heimisch waren und den Volksgruppen, die sich später hier angesiedelt haben. Letztere waren meist europäische Zuwanderer oder aus Afrika hierher verschleppte Sklaven. Somit überwiegt der Anteil der Mestizo, der Mulatten und Zambos. In Brasilien bilden die Afrolateinamerikaner als Nachfahren der aus Afrika verschleppten Sklaven einen größeren Bevölkerungsanteil. Reste der Urbevölkerung leben fast nur noch im Andenhochland und im Amazonasgebiet. Nur in einigen Ländern stellen die indigenen Völker einen wesentlichen Anteil der Bevölkerung, so in Ecuador, Perú und Bolivien.

### Sprachen

Die meistverwendete Sprache in jedem Land

Da Südamerika 1494 im Vertrag von Tordesillas zwischen Spanien und Portugal aufgeteilt wurde, wird in Brasilien heute Portugiesisch in seiner brasilianischen Variante gesprochen, während in fast allen anderen südamerikanischen Staaten die Landessprache Spanisch ist. Lediglich in Suriname und auf den Inseln Aruba, Bonaire und Curaçao wird Niederländisch als offizielle Landessprache gesprochen. In Suriname wird neben Niederländisch auch Sranantongo als Lingua franca gesprochen. In Guyana und Trinidad und Tobago spricht man Englisch und in Französisch-Guayana, das jedoch kein selbständiger Staat, sondern ein französisches Übersee-Département ist, Französisch.
Andere europäische Sprachen, die in Südamerika verbreitet sind, sind Englisch (zum Teil in Argentinien), Deutsch (im Süden Brasiliens und Chiles, in Argentinien, Paraguay und in deutschsprachigen Orten Venezuelas) und das niederdeutsche Plautdietsch, Italienisch (in Brasilien, Argentinien, Uruguay und Venezuela) sowie Walisisch (im Süden Argentiniens).
In Bolivien werden indigene Sprachen – teilweise neben dem Spanischen – von mehr als der Hälfte der Bevölkerung gesprochen. Quechua und Aymara werden mit Abstand am meisten gesprochen, gefolgt von dem im östlichen Tiefland gesprochenen Guaraní. Seit 2009 sind alle indigenen Sprachen Boliviens durch die Verfassung neben dem Spanischen als Amtssprachen anerkannt. In Peru sind Quechua und Aymara neben Spanisch regional anerkannte Amtssprachen. Das im Hochland Ecuadors verbreitete, mit Quechua verwandte Kichwa (oder Quichua) ist dort zwar nicht Amtssprache, jedoch verfassungsmäßig anerkannt. Guaraní ist neben Spanisch eine der offiziellen Sprachen Paraguays, wo es von einer zweisprachigen Mehrheit verwendet wird. Kolumbien erkennt alle indigenen Sprachen, die im Land gesprochen werden, als offizielle Sprachen an, doch es handelt sich dabei um weniger als ein Prozent Muttersprachler. Die am meisten gesprochene indigene Sprache in Chile ist Mapudungun („Araukanisch“) der Mapuche in Südchile, daneben sind in Nordchile Aymara und auf der Osterinsel Rapanui verbreitet.

### Religionen
Die überwiegende Mehrheit der Bevölkerung bekennt sich zum römisch-katholischen Glauben. Seit etwa 1960 entwickelte sich vor allem hier die Befreiungstheologie, die jedoch von Papst Johannes Paul II. und dem damaligen Leiter der Kongregation für die Glaubenslehre und späteren Papst Benedikt XVI. bekämpft wurde. Der Anteil der Katholiken hat (Stand 2007) beständig abgenommen; Freikirchen und religiöse Sondergemeinschaften wuchsen (Stand 2007). Der 2013 bis 2025 amtierende Papst Franziskus war Argentinier.
siehe auch
- Argentinien#Religionen
- Bolivien#Religionen
- Brasilien#Religionen
- Chile#Religion
- Ecuador#Religion
- Guyana#Religionen
- Kolumbien#Religion
- Paraguay#Religion
- Peru#Religionen
- Suriname#Religion
- Uruguay#Religion
- Venezuela#Religion

### Sklaverei
Bis in das späte 19. Jahrhundert wurden afrikanische Sklaven vor allem auf den exportorientierten Plantagen im Karibischen Becken, an der Pazifikküste und in Brasilien eingesetzt. Die Sklaverei wurde in Brasilien erst 1888 und damit später als in fast allen anderen Ländern abgeschafft.
Typische Haciendas im Hochland sicherten sich die Abhängigkeit der Indígenas, indem die Landarbeiter eine kleine Parzelle zugeteilt erhielten und als Gegenleistung für den patrón Arbeitsleistungen erbringen mussten. Die systematische Haltung von Abhängigen im sozial relativ geschlossenen Hazienda-System dauerte bis weit in das 20. Jahrhundert hinein an.

## Wirtschaft

### Bodenschätze
Der Bergbau spielte schon in vielen vorkolonialen Kulturen Südamerikas eine bedeutende Rolle. Einer der wesentlichen Gründe für die Konquista war die Unterwerfung indianischer Gold- und Silberreiche, wobei die Sage von Eldorado eine nicht zu unterschätzende Rolle spielte.
Die südamerikanischen Anden sind besonders reich an metallischen Bodenschätzen. Im zentralen Andengürtel sind einige der weltweit größten Kupfer-, Zinn-, Gold- und Silberlagerstätten zu finden. Das bedeutendste kupfererzfördernde Land im Jahre 2006 war mit großem Abstand Chile und unter den fünf größten Zinnförderländern liegen drei (Peru, Bolivien und Brasilien) in Südamerika. In den Salzseen vor allem von Chile (z. B. Salar de Atacama) und Bolivien (z. B. Salar de Uyuni) befinden sich die größten Vorkommen an Lithiumsalzen, die zum Teil noch nicht abgebaut werden.
Auch die Vorkommen an fossilen Energieträgern sind bedeutend. Die Länder im Orinoco-Delta im Nordwesten des Kontinents haben großen Anteil an den Erdölreserven: Venezuela zählt bereits heute zu den weltweit größten Förderländern und in Brasilien wurde 2007 ein Vorkommen entdeckt, das zu den größten Ölreserven der Welt zu rechnen ist.
Entsprechend stellt der Export der Bodenschätze für die Staaten Südamerikas die wichtigste Devisenquelle dar. Die Erschließung und Ausbeutung der Lagerstätten führt stets zu territorialen und kulturellen Konflikten zwischen den Interessen der Unternehmen und der indigenen Bevölkerung. Insbesondere mit der Erdölförderung sind massive Umweltprobleme zu beobachten: Waldrodung, Straßenbau, Boden- und Gewässerkontamination führen vor allem im Amazonastiefland, wo noch viele indigene Bevölkerungsgruppen in einem sensiblen Ökosystem naturverbunden leben, zu einer Zerstörung des ökologischen Gleichgewichts.

### Landwirtschaft
Die landwirtschaftlichen Strukturen wurden bis ins 20. Jahrhundert von kolonialen Einflüssen geprägt. Bis heute wird der Landbesitz entweder in riesigen Landgütern der Großgrundbesitzer oder von Subsistenzwirtschaft betreibenden Kleinbauern gehalten.
Im Zuge der spanischen Eroberung entstand zunächst das System der Encomienda (spanisch für „Auftrag“). Ziel war ein profitables landwirtschaftliches Kolonialwesen ohne die Herausbildung eines autonomen Erbadel. Zu diesem Zweck erhielten die spanischen Conquistadoren umfangreichen Landbesitz treuhänderisch übertragen. Lehnsherr blieb der spanische König, der dem Encomendero („Auftragnehmer“) die Aufgabe übertrug, das Land zu bewirtschaften und für den Schutz und die Missionierung der dort lebenden indigenen Bevölkerung zu sorgen. In seiner praktischen Umsetzung wird diese Fremdverwaltung allerdings als eine besonders menschenverachtende Form der Sklaverei betrachtet, denn die indigene Bevölkerung stellte für die Gutsherren keinerlei finanziellen Wert dar und wurde oftmals dementsprechend leichtfertig zu Tode geschunden.
Zwar bestand die Institution der Encomienda formal bis 1791, doch wurde es seit 1549 sukzessive durch die Repartimiento (zu deutsch „Zuteilung“) abgelöst. Im Repartimiento-System wurden indianische Gemeinschaften verpflichtet, dem Staat aus ihren Reihen Arbeitskräfte zur Verfügung zu stellen.
Nach Erlangung der Unabhängigkeit wurden die „treuhänderischen“ Großgrundbesitzungen in private Eigentumsverhältnisse umgewandelt, und obwohl die Hacienda (spanisch) bzw. Fazenda (portugiesisch) genannten Landwirtschaftsbetriebe deutlich kleiner waren, so umfassten sie oftmals mehrere zehntausend Hektar Land. Für diese Großgrundbesitze ist bis heute der Begriff der Latifundien gebräuchlich.
In vielen Ländern Südamerikas gibt es heute Bestrebungen, in Landreformen den Besitz gerechter zu verteilen. Einigermaßen wirksam umgesetzt wurden diese aber bisher erst in Venezuela und Peru. Die in Nicaragua von den Sandinisten durchgeführt Reform ist mittlerweile zu bedeutenden Teilen wieder rückgängig gemacht worden. In Brasilien kämpft die Movimento dos Trabalhadores Rurais Sem Terra für eine umfangreiche Landreform.

### Organisationen der wirtschaftlichen Zusammenarbeit

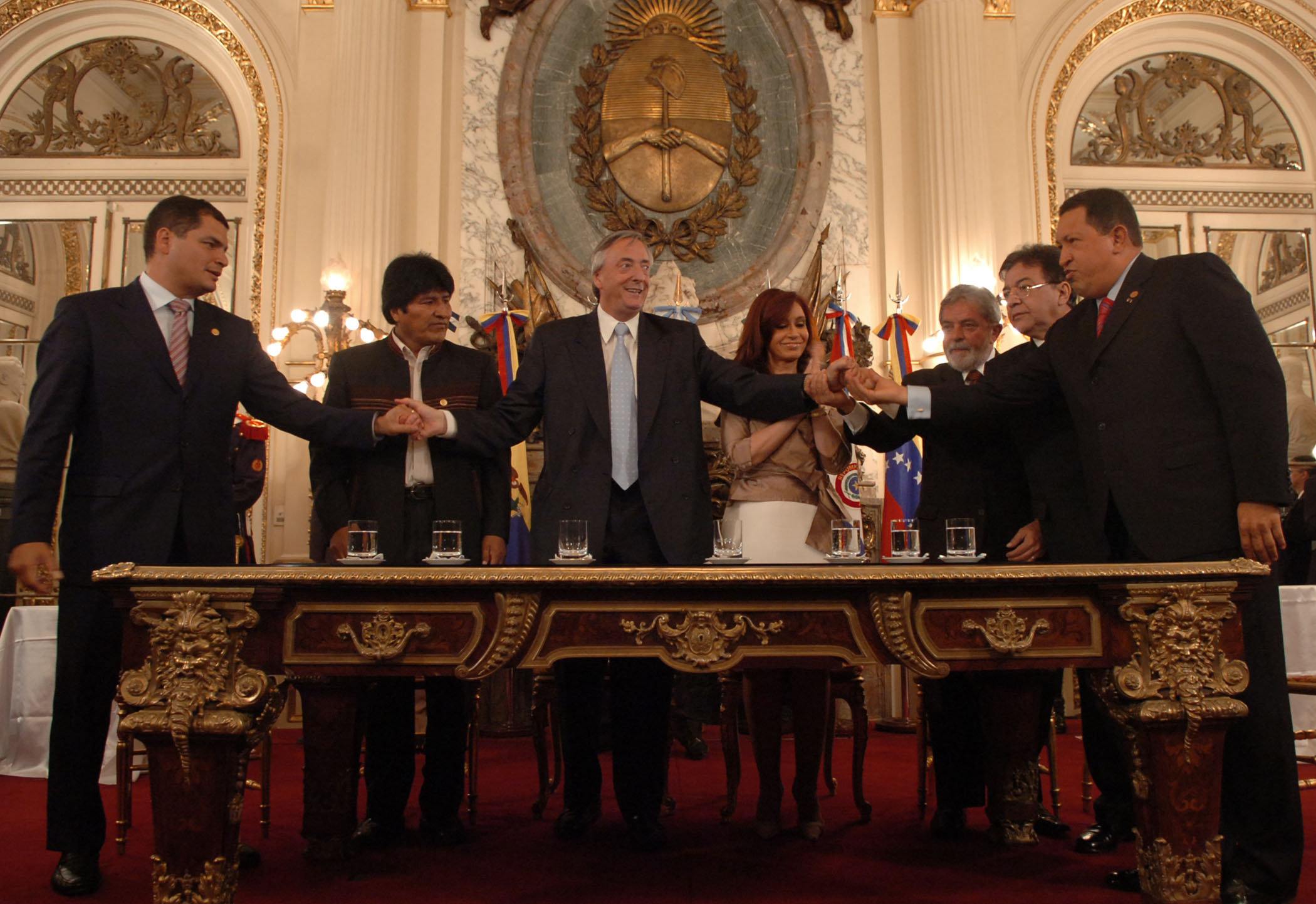
Rafael Correa, Evo Morales, Néstor Kirchner, Cristina Fernández, Luiz Inácio Lula da Silva, Nicanor Duarte, Hugo Chávez anlässlich der Unterzeichnung des Gründungsvertrages der Bank des Südens in Argentinien

Bis heute (Stand 2016) hat sich ein Geflecht aus internationalen Organisationen mit zum Teil wechselnden Mitgliedschaften gebildet:
- Rund um Peru wurde 1969 die Andengemeinschaft als Internationale Organisation (span. Comunidad Andina de Naciones, Abkürzung: CAN) zur wirtschaftlichen, politischen und sozialen Integration gegründet.
- Rund um Argentinien entstand 1991 der Mercado Común del Sur (kurz: Mercosur; span.: Gemeinsamer Markt des Südens), in dem die relativ stark industrialisierten Südländer die Errichtung eines Binnenmarkts anstreben.
- Rund um das Venezuela von Hugo Chávez wurde von Ländern mit linksgerichteten Regierungen die Bolivarianische Allianz für Amerika, kurz ALBA, initiiert. Diese Organisation hatte zunächst viel Einfluss auf den Emanzipierungsprozess der Staaten Südamerikas ausgeübt, ist aber aktuell klar die schwächste der Organisationen, zumindest was die wirtschaftliche Bedeutung angeht.
- Rund um Brasilien wurde 1978 der Amazonaspakt, heute OCTA (port.: Organização do Tratado de Cooperação Amazônica), ins Leben gerufen mit dem heutigen Ziel der nachhaltigen Entwicklung Amazoniens.
- Ein mehr politisches als wirtschaftliches Projekt ist die 2004 ins Leben gerufene Union Südamerikanischer Nationen, kurz UNASUR, die nach dem Vorbild der Europäischen Union die kontinentale Integration vorantreiben möchte. Der Fokus liegt auf dem Kampf gegen „Ungleichheit, soziale Ausgrenzung, Hunger, Armut und Unsicherheit“. Die Initiative ging von den beiden großen Organisationen Mercosur und CAN aus, aber auch Chile, Venezuela und die anderen Länder Südamerikas, die dort nicht Vollmitglieder sind, traten bei.

Bolivien, als geographisch zentrales Land mit signifikantem Anteil sowohl in der Amazonas- als auch der Andenregion, ist das einzige Land, das in allen Organisationen Vollmitglied ist.

## Verkehr

### Allgemeines
Aufgrund der Bevölkerungskonzentration an den Küsten Südamerikas verlaufen hier auch die wichtigsten Verkehrsverbindungen. Problematisch ist das Fehlen leistungsfähiger landgebundener Direktverbindungen zwischen den Staaten Südamerikas, da das Innere des Kontinents nur schlecht erschlossen ist. Insbesondere fehlt es an leistungsfähigen Verbindungen über die Anden und über den Amazonas mit seinen Nebenflüssen.

### Flugverkehr
Von Bedeutung sowohl für den Verkehr innerhalb der Staaten Südamerikas als auch zwischen den Staaten ist der Flugverkehr. Dieser bildet insbesondere in großflächigen Staaten wie Brasilien oft die einzige Verbindung zwischen entlegenen Landesteilen. Ebenso bildet er oft die einzige Verbindung zwischen den Staaten Südamerikas.

### Schiffsverkehr
Von essentieller Verkehrsbedeutung ist in Südamerika die Schifffahrt, sowohl im Bereich der Küsten als auch auf einigen Flüssen wie dem Amazonas, dem Rio de la Plata, dem Orinoco und seinen Zuflüssen sowie auf Binnenseen. Wichtige Häfen befinden sich in Buenos Aires und in Rosario in Argentinien, Montevideo in Uruguay, Belém, Fortaleza, Ilhéus, Imbituba, Manaus, Paranaguá, Porto Alegre, Recife, Rio de Janeiro, Rio Grande, Salvador, Santos und Vitória in Brasilien, Cayenne in Französisch-Guayana, Paramaribo in Surinam, Georgetown in Guyana, La Guaira und Puerto Cabello in Venezuela, Barranquilla, Buenaventura und Cartagena in Kolumbien, Machala in Ecuador, Lima in Peru und Arica, Iquique, Antofagasta, Chañaral, Coquimbo, Valparaíso, San Antonio, Talcahuano, Puerto Montt und Punta Arenas in Chile. Bis zur Eröffnung des Panamakanals war die am häufigsten genutzte Verbindung vom Atlantischen zum Pazifischen Ozean die gefährliche Umrundung des Kap Hoorn an der Südspitze des Kontinents. Die Magellanstraße bietet Chile einen direkten Zugang zum Atlantik, was von Bedeutung war, da die Wirtschaft des Landes lange in Richtung Europa orientiert war.

### Straßen- und Fernbusnetz
Es gibt kein zusammenhängendes Straßennetz. Beispielsweise ist die nordbrasilianische Millionenstadt Manaus nicht an das übrige Straßennetz angebunden. Aktuell sind, um eine Verbesserung der Situation zu erreichen, Straßenbauprojekte zur Erschließung des Inneren Südamerikas und damit zur Schaffung von Direktverbindungen zwischen den Atlantik- und den Pazifikstaaten in Planung oder im Bau, so die Transoceánica und die Transamazônica. Der Kontinent wird von Nord nach Süd von der Panamericana durchquert. In den meisten Ländern besteht Rechtsverkehr, in Guyana und Surinam besteht Linksverkehr.
Trotz der teilweise schlechten Straßenverbindungen und großen Distanzen ist der Fernbusverkehr in den meisten südamerikanischen Staaten von sehr großer Bedeutung, da Fahrkarten in der Regel wesentlich preiswerter sind als Flugtickets. Üblich sind vielerorts Übernachtfahrten, die nicht selten länger als 12 Stunden dauern. Zum Teil werden auch internationale Linien angeboten, aber in der Regel muss an der Grenze das Fahrzeug gewechselt werden. Neben großen Bussen werden Überlandreisen auch vielfach mit Kleinbussen und Linientaxis angeboten.

### Schienenverkehr
Ein zusammenhängendes Schienennetz besteht nicht. Ein dichtes Schienennetz existiert insbesondere im Bereich der Metropolen an den Küsten, beispielsweise im Raum Rio de Janeiro, São Paulo, Buenos Aires, Caracas oder im Raum Santiago de Chile. Verbindungen bestehen zwischen den Schienennetzen Brasiliens, Boliviens, Argentiniens, Chiles, Paraguays und Uruguays. Die Eisenbahnnetze Perus, Ecuadors, Kolumbiens, Venezuelas und Guyanas sind hingegen isoliert. In Surinam und in Französisch-Guayana existiert derzeit kein Schienenverkehr. Die Schienennetze im Hinterland Brasiliens, Argentiniens und Chiles sind in den vergangenen Jahrzehnten stark ausgedünnt worden, Paraguay besitzt nur noch eine grenzüberschreitende Verbindung nach Argentinien ohne weitere Inlandsverbindungen. Problematisch sind die sehr unterschiedlichen gebräuchlichen Spurweiten von 600 mm, 760 mm, 1000 mm, 1435 mm, 1600 mm und 1676 mm, die eine Vereinheitlichung des Schienenverkehrs in Südamerika behindern. Für den Personenverkehr besitzt der Schienenverkehr nur eine untergeordnete Bedeutung, häufig im Vorortverkehr. Wichtiger ist hier der Güterverkehr. In einigen Großstädten übernehmen Seilbahnen eine wichtige Funktion im öffentlichen Personennahverkehr.
Siehe auch: Schienenverkehr in Brasilien, Schienenverkehr in Ecuador, Schienenverkehr in Peru, Schienenverkehr in Uruguay, Liste südamerikanischer Eisenbahngesellschaften

### Pipelines
Bauprojekte für Pipelines sind ebenfalls in Planung. Dazu zählt beispielsweise die Bolivien-Argentinien-Trasse der geplanten Gaspipeline des Südens. In Brasilien bestehen circa 5000 km Erdölpipelines. Dazu kommen Erdgasleitungen von etwa 4250 km.

## Politische Geografie
Die Staaten Südamerikas werden geopolitisch wie folgt unterteilt:
- Andenländer: Kolumbien, Peru, Ecuador, Bolivien und Chile. Diese Länder weisen spezielle ethnische, sprachliche und kulturelle Gemeinsamkeiten auf, etwa die Verwendung des Quechua sowie die Adobe-Bauweise. Resultierend aus der Geschichte des Inka-Reichs, das sich in dieser Region etwa zwischen 800 und 1500 erstreckte, wird die Bezeichnung „Andenländer“ bis heute als Begriff für den gemeinsamen Kulturraum verwendet.
- Amazonasbecken-Staaten (Amazonien): umfasst Gebiete in den Staaten Brasilien, Französisch-Guayana, Suriname, Guyana, Venezuela, Kolumbien, Ecuador, Peru und Bolivien. Brasilien wird aufgrund seiner Größe auch oft als eigenständige Einheit gesehen.
- La-Plata-Staaten: eng gefasst Argentinien und Uruguay. Beiden Ländern gemein ist die direkte Lage am Río de la Plata, dem 290 km langen und bis zu 220 km breiten Mündungstrichter der großen südamerikanischen Ströme Paraná und Uruguay. Über den Río Paraguay und dessen Zuflüsse haben auch Paraguay und Bolivien Anteil an diesem Einzugsgebiet.
- Cono Sur (dt. Südkegel): Argentinien, Chile und Uruguay, bedingt auch Paraguay.
- Karibikstaaten: Venezuela, Guyana, Suriname und Französisch-Guayana. Diese Länder werden aufgrund ihrer Kolonialgeschichte sowie ihrer Wirtschafts- und Verkehrsbeziehungen zu den Karibischen Inseln häufig mit zur Karibik gerechnet.
- Trinidad und Tobago werden traditionell zu den Karibischen Inseln und damit zu Mittelamerika gerechnet. Die Hauptinsel Trinidad liegt jedoch auf dem südamerikanischen Festlandssockel.
- Aruba, Bonaire und Curaçao (ABC-Inseln) gehören zu den Inseln unter dem Winde, einem Archipel vor der Küste Venezuelas, der traditionell als Teil der Kleinen Antillen gilt und daher ebenfalls oft zu Mittelamerika gezählt wird.

### Staaten und abhängige Gebiete in Südamerika
| Staat / abhängiges Gebiet                          | Hauptstadt        | Fläche     | Fläche | Bevölkerung | Bevölkerung | Bevölkerungsdichte (Einwohner pro km²) | Landessprache                        |
| Staat / abhängiges Gebiet                          | Hauptstadt        | km²        | Anteil | Absolut     | Anteil      | Bevölkerungsdichte (Einwohner pro km²) | Landessprache                        |
| -------------------------------------------------- | ----------------- | ---------- | ------ | ----------- | ----------- | -------------------------------------- | ------------------------------------ |
| Argentinien                                        | Buenos Aires      | 2.766.890  | 15,5 % | 43.416.755  | 10,3 %      | 15,7                                   | Spanisch                             |
| Aruba (NL)2                                        | Oranjestad        | 180        | 0 %    | 106.050     | 0 %         | 589                                    | Niederländisch, Papiamentu           |
| Bolivien                                           | Sucre             | 1.098.581  | 6,2 %  | 10.426.154  | 2,7 %       | 8,4                                    | Spanisch, Quechua, Aymara            |
| Bonaire (NL)2                                      | Kralendijk        | 288        | 0 %    | 13.389      | 0 %         | 46                                     | Niederländisch, Papiamentu           |
| Brasilien                                          | Brasília          | 8.514.215  | 47,8 % | 193.252.604 | 49,2 %      | 23,1                                   | Portugiesisch                        |
| Chile                                              | Santiago de Chile | 756.950    | 4,2 %  | 17.948.141  | 4,4 %       | 23,7                                   | Spanisch                             |
| Curaçao (NL)2                                      | Willemstad        | 444        | 0 %    | 142.180     | 0 %         | 320                                    | Niederländisch, Papiamentu, Englisch |
| Ecuador                                            | Quito             | 283.560    | 1,6 %  | 16.144.363  | 3,6 %       | 56,9                                   | Spanisch, Quechua                    |
| Falklandinseln (UK)1                               | Stanley           | 12.173     | 0,1 %  | 3.000       | 0 %         | 0,2                                    | Englisch                             |
| Französisch-Guayana (F)                            | Cayenne           | 86.504     | 0,5 %  | 216.000     | 0,1 %       | 2,5                                    | Französisch                          |
| Guyana                                             | Georgetown        | 214.970    | 1,2 %  | 770.000     | 0,2 %       | 3,6                                    | Englisch                             |
| Kolumbien                                          | Bogotá            | 1.138.910  | 6,4 %  | 45.528.082  | 11,6 %      | 39,5                                   | Spanisch                             |
| Paraguay                                           | Asunción          | 406.752    | 2,3 %  | 6.831.000   | 1,7 %       | 16,8                                   | Spanisch, Guaraní                    |
| Peru                                               | Lima              | 1.285.220  | 7,2 %  | 29.461.933  | 7,5 %       | 23,0                                   | Spanisch, Quechua, Aymara            |
| Südgeorgien und die Südlichen Sandwichinseln (UK)1 | King Edward Point | 4.066      | 0 %    | 30          | 0 %         | 0,0                                    | Englisch                             |
| Suriname                                           | Paramaribo        | 163.820    | 0,9 %  | 542.975     | 0,1 %       | 3,3                                    | Niederländisch                       |
| Trinidad und Tobago2                               | Port of Spain     | 5.128      | 0 %    | 1.360.088   | 0,3 %       | 265,2                                  | Englisch                             |
| Uruguay                                            | Montevideo        | 176.220    | 1,0 %  | 3.431.555   | 0,9 %       | 19,5                                   | Spanisch                             |
| Venezuela                                          | Caracas           | 916.445    | 5,1 %  | 28.833.845  | 7,3 %       | 28,8                                   | Spanisch                             |
| Summe/Durchschnitt                                 |                   | 17.831.312 | 100 %  | 392.612.062 | 100 %       | 21,9                                   |                                      |

1 Beansprucht von Argentinien

2 Wird kulturgeografisch meist Nordamerika zugerechnet

### Politische Bündnisse und Organisationen

Mitgliedschaft in (Süd-)Amerikanischen Organisationen (2013)

Flagge der UNASUR

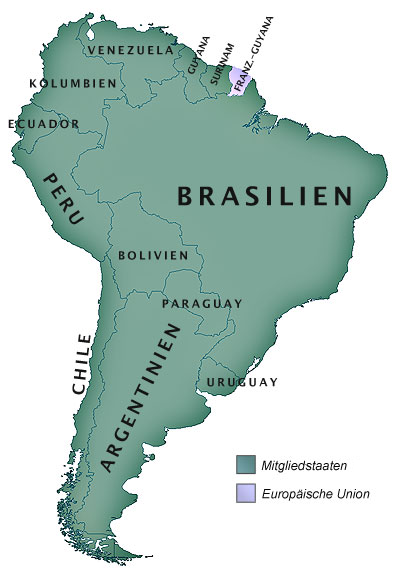
Mitgliedsstaaten der UNASUR

Die Union Südamerikanischer Nationen (UNASUR) ist die 2008 gegründete Gemeinschaft der zwölf südamerikanischen Staaten. In der Gründungsurkunde wird als Ziel der Union der Kampf gegen „Ungleichheit, soziale Ausgrenzung, Hunger, Armut und Unsicherheit“ definiert. Bis zum Jahre 2025 soll mit gemeinsamer Währung, einem Südamerika-Parlament und einheitlichen Reisepässen eine der Europäischen Union vergleichbare Integration erreicht werden.
Mit Französisch-Guayana, einem Übersee-Département Frankreichs, erstreckt sich die Europäische Union selbst bis nach Südamerika und hat mit Suriname und Brasilien eine Außengrenze.
Trotz aller Fortschritte erscheint derzeit (Stand 2016) fraglich, ob die Ziele bereits 2025 erreicht werden können. Die verschiedenen wirtschaftlichen und politischen Bündnisse verfolgen zum Teil unterschiedliche Ziele, vor allem was den Freihandel und die Kooperation mit den USA und anderen Weltmächten angeht. Häufig mangelt es auch an der Bereitschaft ihrer Mitglieder, umfangreiche Kompetenzen an die supranationalen Bündnisse abzutreten. Auch die seit einigen Jahren bestehende Schwäche der führenden Staaten Brasilien, Argentinien und Venezuela ist ein großes Hindernis für weitere Integrationsschritte.
Im Zuge der Emanzipationsbewegungen von wachsender Bedeutung für die Staaten Südamerikas ist auch die Gemeinschaft der Lateinamerikanischen und Karibischen Staaten (kurz: CELAC), während die von den USA dominierte Organisation Amerikanischer Staaten oder gar der von Spanien dominierte Iberoamerika-Gipfel immer mehr in den Hintergrund treten.